# Smyrna (Maine)
Pour les articles homonymes, voir Smyrna.
Smyrna est une ville située dans l’État américain du Maine, dans le comté d’Aroostook. 

## Géographie
|          | Weeksboro |              |
| Merrill  | Smyrna    | Ludlow       |
| Oakfield |           | New Limerick |